# 시트콤 (영화)
《시트콤》(Sitcom)은 프랑스에서 제작된 프랑소와 오종 감독의 1998년 드라마, 스릴러, 코미디 영화이다. 에블린 당드리 등이 주연으로 출연하였고 올리비에 델보스크 등이 제작에 참여하였다.

## 출연

### 주연
- 에블린 당드리
- 프랑소와 마르튜레

### 조연
- 마리나 드 반
- 안드리안 드 밴
- 스테팡 리듀
- 쟝 두셰
- 루시아 산체즈